# Gare de Melun
La gare de Melun est une gare ferroviaire française des lignes de Paris-Lyon à Marseille-Saint-Charles et de Corbeil-Essonnes à Montereau, située sur le territoire de la commune de Melun, dans le département de Seine-et-Marne, en région Île-de-France.
C'est une gare de la Société nationale des chemins de fer français (SNCF), desservie par des trains de la ligne D du RER, de la ligne R du Transilien et du réseau TER Bourgogne-Franche-Comté.

## Situation ferroviaire
Établie à 55 mètres d'altitude, la gare de Melun est située au point kilométrique (PK) 44,076 de la ligne de Paris-Lyon à Marseille-Saint-Charles et au PK 56,907 de la ligne de Corbeil-Essonnes à Montereau.
Ces lignes se croisent à Melun par le biais d'un saut-de-mouton. La première, en provenance du nord, après avoir traversé la Seine par le viaduc du Mée, continue vers le sud en direction de Fontainebleau. La deuxième, en provenance de l'ouest, continue vers le sud en direction Montereau via Héricy, après être passée sous les voies de la ligne Paris – Marseille et avoir traversé la Seine au sud de la gare au pont dit du Pet-au-Diable entre les communes de La Rochette et Vaux-le-Pénil.

## Histoire
À la suite des difficultés financières de la Compagnie du chemin de fer de Paris à Lyon, l'État a dû racheter la ligne de Paris à Lyon après la révolution de 1848 et terminer les travaux.
La gare est mise en service le 3 janvier 1849[réf. nécessaire] par l'État qui, après avoir effectué les travaux, rétrocède la ligne en 1852 à la Compagnie du chemin de fer de Paris à Lyon (PL). Elle devient une gare de la Compagnie des chemins de fer de Paris à Lyon et à la Méditerranée (PLM) lors de sa création en 1857.
En 1862, le trafic annuel est de 133 074 voyageurs au départ et de 125 666 voyageurs à l'arrivée ; il est de 17 320 tonnes de marchandises au départ et de 29 714 tonnes à l'arrivée.
Le bâtiment voyageurs, largement remanié depuis sa construction, est l'œuvre de l'architecte François-Alexis Cendrier, qui a aussi construit de nombreuses autres gares de la compagnie du PLM. En 1866, le prix d'un aller Paris-Melun coûte 5,05 F en 1re classe, 3,80 F en 2e classe et 2,75 F en 3e classe.
En 1912, Melun est un grand centre ferroviaire. Hormis la ligne de tramway de Verneuil-l'Étang à Melun dont le terminus n'est pas situé à proximité de la gare mais à l'autre bout de la ville, un grand nombre de dessertes font halte en ce lieu. En effet, s'y croisent ou y aboutissent la ligne de tramway de Melun à Barbizon, les lignes de Paris à Melun via Combs-la-Ville, de Paris à Melun via Juvisy, de Melun à Montereau via Héricy, de Melun à Montereau via Fontainebleau, de Melun à Nevers via Moret, de Melun à Malesherbes via la Chapelle-la-Reine, de Melun à Laroche - Migennes via Montereau et enfin celle de Melun à Provins.

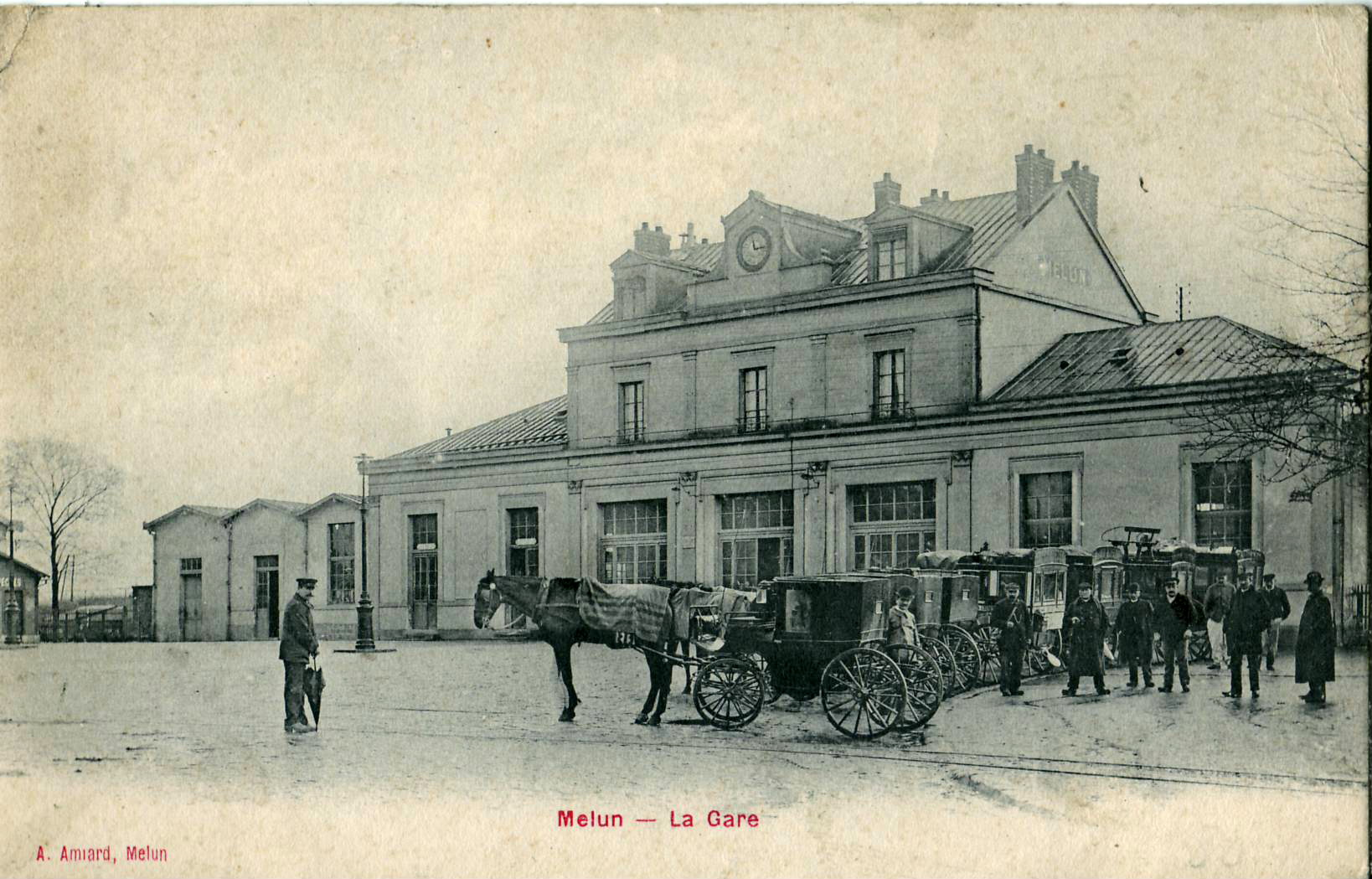
La gare vers 1900.
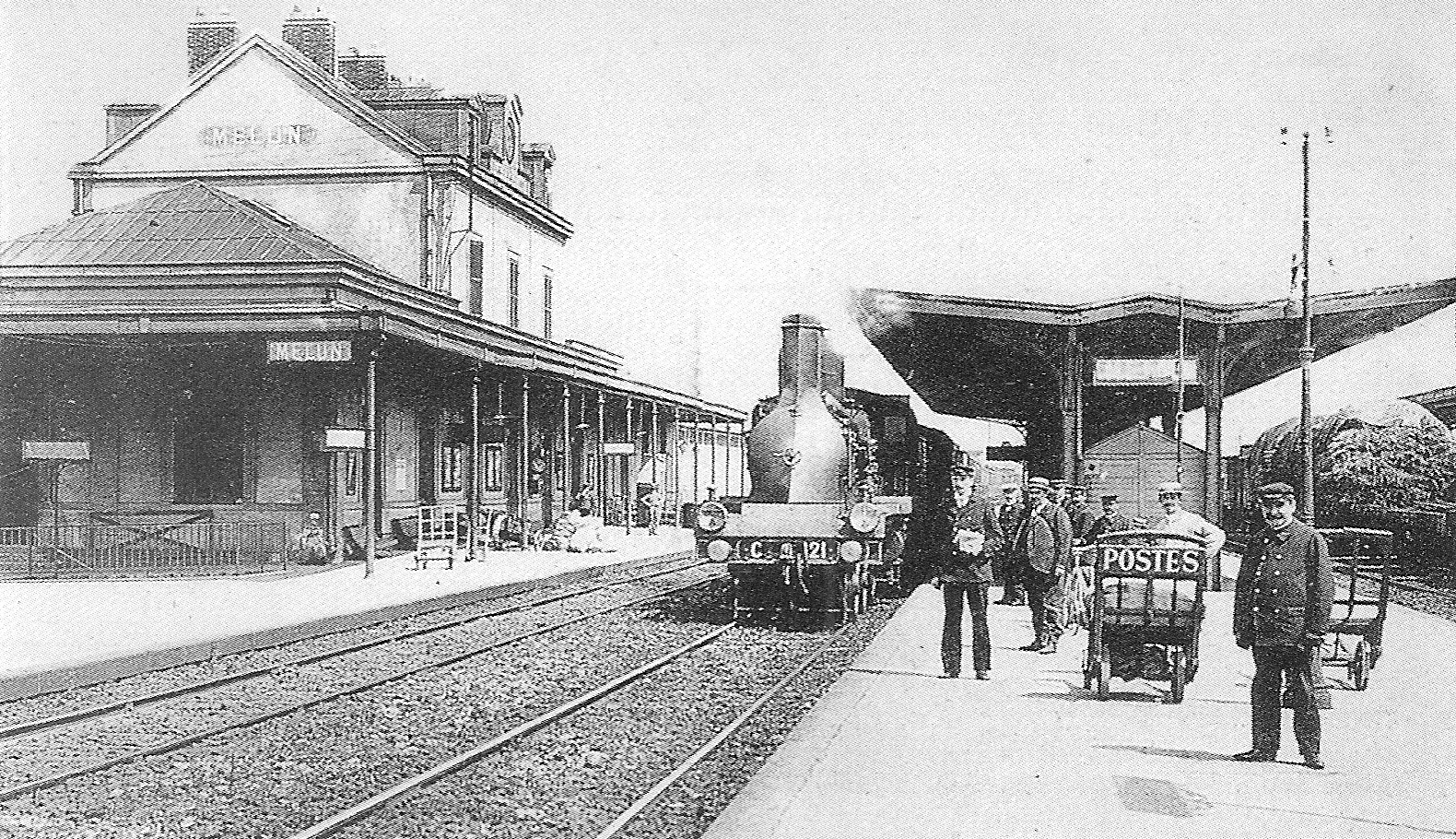
L'intérieur de la gare au début du XXe siècle.
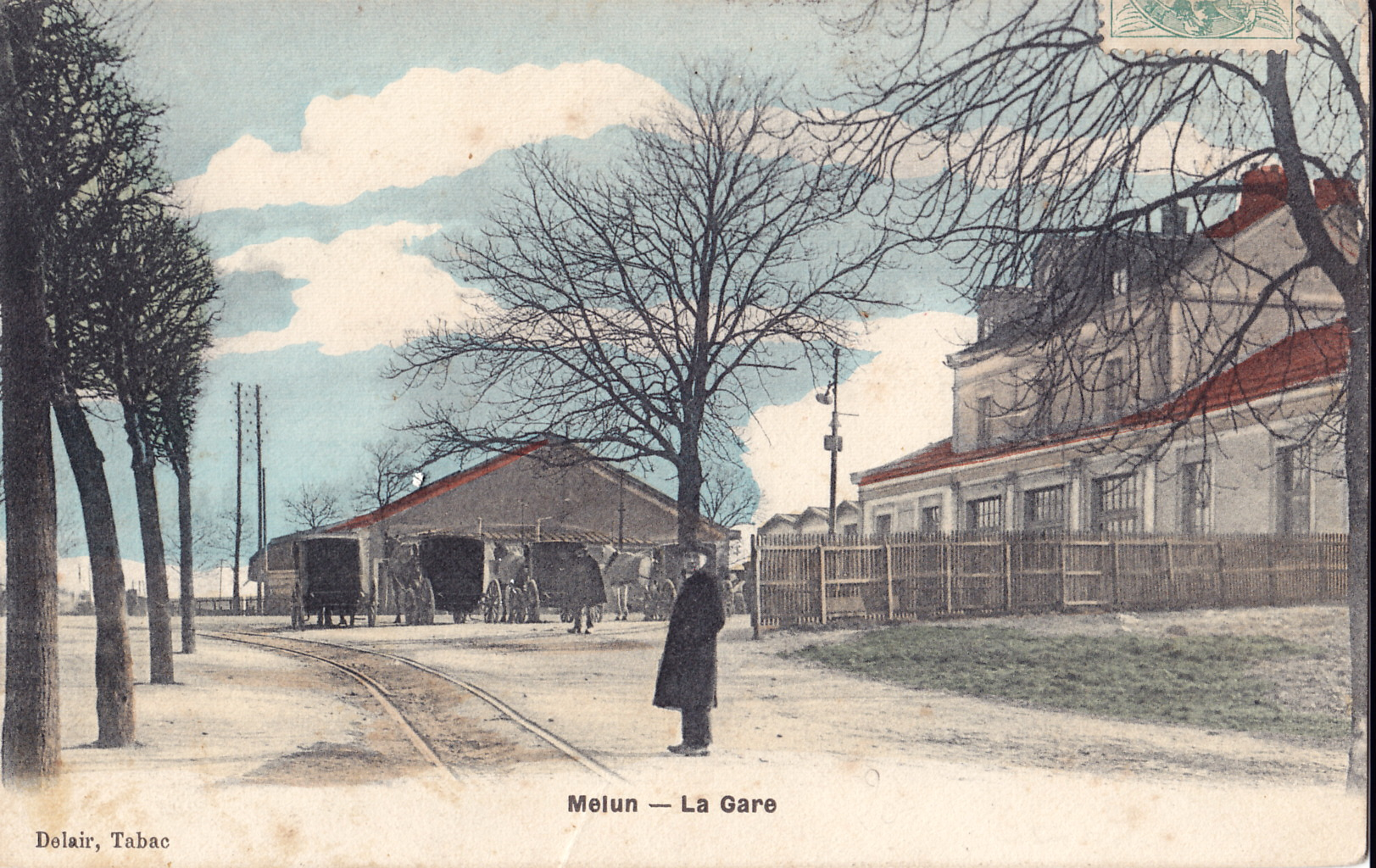
La cour aux marchandises, au début du XXe siècle. Au premier plan, la voie du tramway de Melun à Barbizon.

En 1979, le bâtiment historique est arasé d'un étage et reçoit une nouvelle façade. Les quais sont rehaussés en 1980.
En 1999, une liaison TGV « Yonne - Méditerranée » est créée, reliant la gare de Melun à celle de Marseille-Saint-Charles en trois heures et trente minutes. Les trains au départ de Melun desservent les principales gares de la ligne classique jusqu'à Lyon, où ils rejoignent la LGV et s'arrêtent ensuite dans les gares TGV. En raison de son échec commercial et de son coût élevé assuré par les collectivités locales, la desserte est supprimée le 11 décembre 2011 et remplacée par la mise en place d'une liaison cadencée entre Paris et Lyon par la ligne classique, exploitée en tant que TER Bourgogne.
En 2012, une nouvelle rénovation est achevée incluant une nouvelle façade, une nouvelle charte graphique et des équipements plus récents pour tous les accès voyageurs existants depuis l'extérieur.
De décembre 2023 à mars 2024, l'ancien bâtiment voyageurs est entièrement démoli.

### Accidents

#### Novembre 1913
Le 4 novembre 1913 le train postal n°11 à destination de Marseille percute le rapide n°2 en provenance de la même ville au niveau de l'actuel tribunal de grande instance et prend feu. La catastrophe fait 40 morts et 12 blessés.

#### Octobre 1991
Le 17 octobre 1991 le train-couchettes Nice – Paris emmené par la BB 22336 percute à 6 h 29 un train de marchandise en provenance de Corbeil, tracté par la BB 8195. Sous la violence du choc, une voiture-couchettes du train monte sur le toit de sa locomotive. L'accident cause la mort de 16 personnes et 55 blessés.

## Fréquentation
De 2015 à 2022, selon les estimations de la SNCF, la fréquentation annuelle de la gare s'élève aux nombres indiqués dans le tableau ci-dessous.
| Année     | 2015       | 2016       | 2017       | 2018       | 2019       | 2020      | 2021       | 2022       |
| --------- | ---------- | ---------- | ---------- | ---------- | ---------- | --------- | ---------- | ---------- |
| Voyageurs | 14 897 282 | 15 301 762 | 15 647 375 | 15 706 181 | 15 787 310 | 7 704 662 | 13 114 808 | 13 065 160 |

La gare de Melun est de ce fait la plus fréquentée du département de Seine-et-Marne en 2021 par son nombre de voyageurs (Information Île-de-France Mobilités).

## Service des voyageurs

### Accueil
La gare possède un bâtiment des voyageurs dans lequel le service commercial est assuré tous les jours de 5 h à 1 h 30. Un unique passage souterrain pourvu d'escaliers permet l'accès aux quais. Ses accès au public et le bâtiment des voyageurs ont bénéficié de 2010 à 2012 d'une profonde rénovation afin d'améliorer le confort, l'ergonomie et l'esthétique de cette importante gare. Affichages et automates ont été changés pour des matériels plus récents.

### Desserte
La gare de Melun est le terminus des trains de la ligne D du RER en provenance ou à destination de Juvisy via Corbeil-Essonnes ainsi que ceux en provenance de Paris et du nord de la ligne via Combs-la-Ville. Elle est également l'origine des trains de la ligne R du Transilien en provenance ou à destination de Montereau via Champagne-sur-Seine. Elle est aussi desservie par des trains de la ligne R effectuant les relations Paris-Gare-de-Lyon – Montargis ou Montereau via Moret, ces trains étant sans arrêt entre Paris et Melun. En alternance avec les trains de la ligne R circulant entre Paris et Montereau (ces trains desservant les mêmes gares) la gare est également desservie par des trains du réseau TER Bourgogne-Franche-Comté circulant entre Paris-Gare-de-Lyon et Laroche - Migennes.
Depuis décembre 2008, la gare de Melun bénéficie d'une desserte cadencée pour les trains sans arrêt entre Melun et Paris (ligne R et TER Bourgogne-Franche-Comté), avec un train au quart d'heure aux heures de pointe et un train à la demi-heure aux heures creuses de semaine ainsi que le week-end.

### Intermodalité
La gare est desservie par les lignes 3601, 3602, 3604, 3605, 3606, 3607, 3608, 3610, 3611, 3612, 3613, 3631, 3654, 3655, 3658, 3662 et le service de transport à la demande « Melun Nord » du réseau de bus Grand Melun, par la ligne 01 du réseau de bus Brie et 2 Morin, par la ligne 18 du réseau de bus Meaux et Ourcq, par la ligne 34 du réseau de bus Vallée du Loing - Nemours, par la ligne 46 du réseau de bus du Pays de Montereau, par la ligne 7704 du réseau de bus Provinois - Brie et Seine, par les lignes 3424, 3429 et 3441 du réseau de bus Fontainebleau - Moret, par les lignes 3124, 3127, 3130 et 3137 du réseau de bus Pays Briard, par le service de soirée 4250 du réseau de bus Évry Centre Essonne et, la nuit, par les lignes N132 et N137 du réseau Noctilien.
Cette gare dispose d'un parc de stationnement payant d'une capacité de 500 places.

## Service des marchandises
Cette gare est ouverte au service du fret.

## Plan des voies
|  |                                        |  |  |  |  |  |                        |  |  |  |  |  |  |  |  |  |  |  |  |  |  |  |  |  |  |  |  |  |  |  |  |  |  |  |  |                           |  |  |  |  |  |  |  |  |  |  |
|  |                                        |  |  |  |  |  |                        |  |  |  |  |  |  |  |  |  |  |  |  |  |  |  |  |  |  |  |  |  |  |  |  |  |  |  |  |                           |  |  |  |  |  |  |  |  |  |  |
|  |                                        |  |  |  |  |  |                        |  |  |  |  |  |  |  |  |  |  |  |  |  |  |  |  |  |  |  |  |  |  |  |  |  |  |  |  | Vers Montereau par Héricy |  |  |  |  |  |  |  |  |  |  |
|  |                                        |  |  |  |  |  |                        |  |  |  |  |  |  |  |  |  |  |  |  |  |  |  |  |  |  |  |  |  |  |  |  |  |  |  |  |                           |  |  |  |  |  |  |  |  |  |  |
|  |                                        |  |  |  |  |  |                        |  |  |  |  |  |  |  |  |  |  |  |  |  |  |  |  |  |  |  |  |  |  |  |  |  |  |  |  |                           |  |  |  |  |  |  |  |  |  |  |
|  |                                        |  |  |  |  |  |                        |  |  |  |  |  |  |  |  |  |  |  |  |  |  |  |  |  |  |  |  |  |  |  |  |  |  |  |  | Vers Montereau par Moret  |  |  |  |  |  |  |  |  |  |  |
|  | Vers Paris par Combs-la-Ville - Quincy |  |  |  |  |  |                        |  |  |  |  |  |  |  |  |  |  |  |  |  |  |  |  |  |  |  |  |  |  |  |  |  |  |  |  |                           |  |  |  |  |  |  |  |  |  |  |
|  |                                        |  |  |  |  |  |                        |  |  |  |  |  |  |  |  |  |  |  |  |  |  |  |  |  |  |  |  |  |  |  |  |  |  |  |  |                           |  |  |  |  |  |  |  |  |  |  |
|  |                                        |  |  |  |  |  |                        |  |  |  |  |  |  |  |  |  |  |  |  |  |  |  |  |  |  |  |  |  |  |  |  |  |  |  |  |                           |  |  |  |  |  |  |  |  |  |  |
|  |                                        |  |  |  |  |  |                        |  |  |  |  |  |  |  |  |  |  |  |  |  |  |  |  |  |  |  |  |  |  |  |  |  |  |  |  |                           |  |  |  |  |  |  |  |  |  |  |
|  |                                        |  |  |  |  |  |                        |  |  |  |  |  |  |  |  |  |  |  |  |  |  |  |  |  |  |  |  |  |  |  |  |  |  |  |  |                           |  |  |  |  |  |  |  |  |  |  |
|  |                                        |  |  |  |  |  |                        |  |  |  |  |  |  |  |  |  |  |  |  |  |  |  |  |  |  |  |  |  |  |  |  |  |  |  |  |                           |  |  |  |  |  |  |  |  |  |  |
|  |                                        |  |  |  |  |  |                        |  |  |  |  |  |  |  |  |  |  |  |  |  |  |  |  |  |  |  |  |  |  |  |  |  |  |  |  |                           |  |  |  |  |  |  |  |  |  |  |
|  |                                        |  |  |  |  |  |                        |  |  |  |  |  |  |  |  |  |  |  |  |  |  |  |  |  |  |  |  |  |  |  |  |  |  |  |  |                           |  |  |  |  |  |  |  |  |  |  |
|  |                                        |  |  |  |  |  |                        |  |  |  |  |  |  |  |  |  |  |  |  |  |  |  |  |  |  |  |  |  |  |  |  |  |  |  |  |                           |  |  |  |  |  |  |  |  |  |  |
|  |                                        |  |  |  |  |  |                        |  |  |  |  |  |  |  |  |  |  |  |  |  |  |  |  |  |  |  |  |  |  |  |  |  |  |  |  |                           |  |  |  |  |  |  |  |  |  |  |
|  |                                        |  |  |  |  |  |                        |  |  |  |  |  |  |  |  |  |  |  |  |  |  |  |  |  |  |  |  |  |  |  |  |  |  |  |  |                           |  |  |  |  |  |  |  |  |  |  |
|  |                                        |  |  |  |  |  |                        |  |  |  |  |  |  |  |  |  |  |  |  |  |  |  |  |  |  |  |  |  |  |  |  |  |  |  |  |                           |  |  |  |  |  |  |  |  |  |  |
|  |                                        |  |  |  |  |  |                        |  |  |  |  |  |  |  |  |  |  |  |  |  |  |  |  |  |  |  |  |  |  |  |  |  |  |  |  |                           |  |  |  |  |  |  |  |  |  |  |
|  |                                        |  |  |  |  |  | Vers Paris par Corbeil |  |  |  |  |  |  |  |  |  |  |  |  |  |  |  |  |  |  |  |  |  |  |  |  |  |  |  |  |                           |  |  |  |  |  |  |  |  |  |  |
|  |                                        |  |  |  |  |  |                        |  |  |  |  |  |  |  |  |  |  |  |  |  |  |  |  |  |  |  |  |  |  |  |  |  |  |  |  |                           |  |  |  |  |  |  |  |  |  |  |
|  |                                        |  |  |  |  |  |                        |  |  |  |  |  |  |  |  |  |  |  |  |  |  |  |  |  |  |  |  |  |  |  |  |  |  |  |  |                           |  |  |  |  |  |  |  |  |  |  |

## Projet de réaménagement
La gare et son pôle font l'objet d'un réaménagement depuis fin 2023. Le projet prévoit la création de la ligne de bus T Zen 2 et d'un nouveau parvis au sud de la gare, la rénovation du parvis existant au nord (place Gallieni), la destruction et reconstruction du parking, ainsi que la mise en accessibilité de la gare par la création d'un nouveau passage souterrain.

## Galerie de photographies

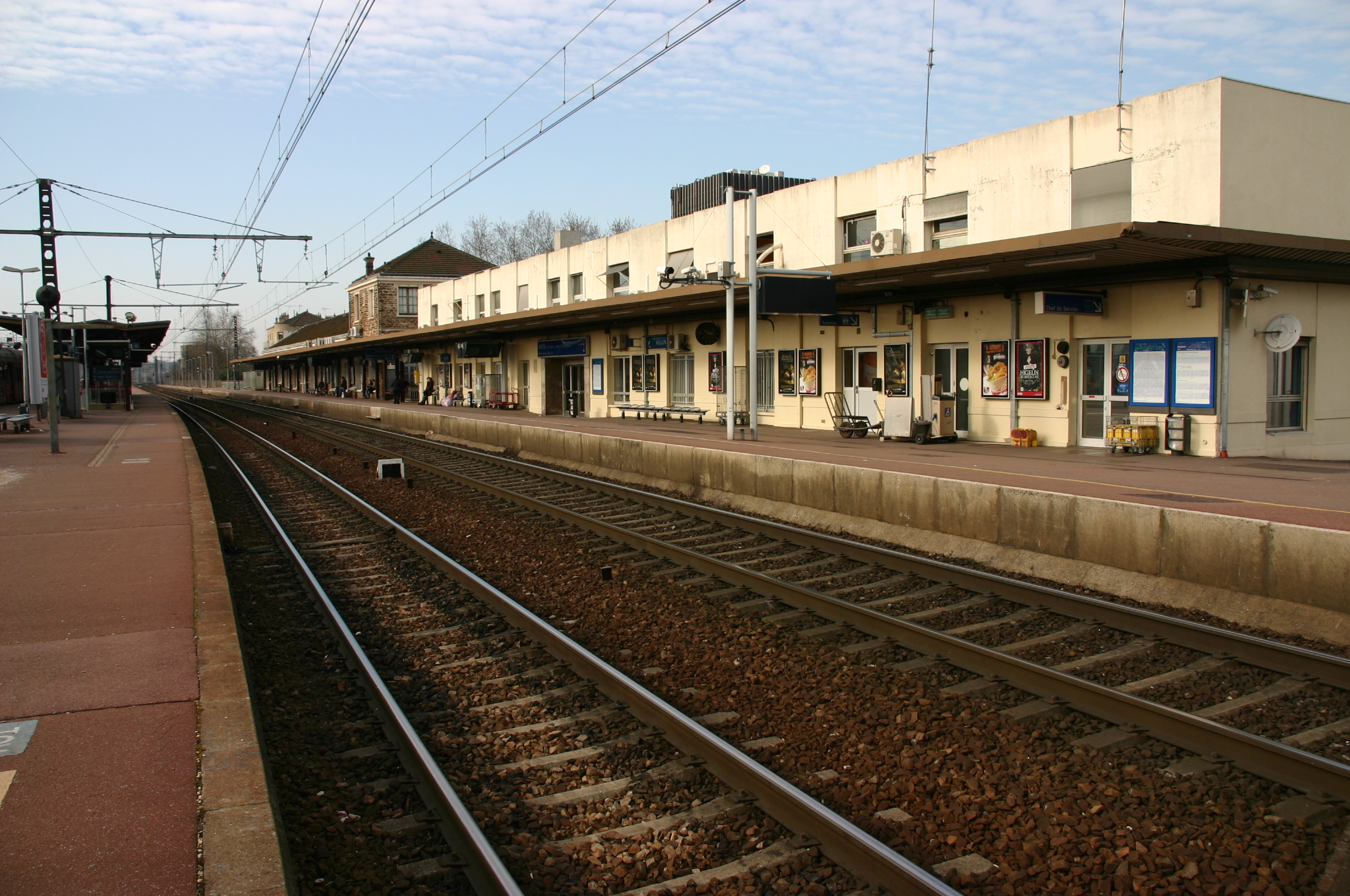
Vue du bâtiment voyageurs depuis un quai (2007).
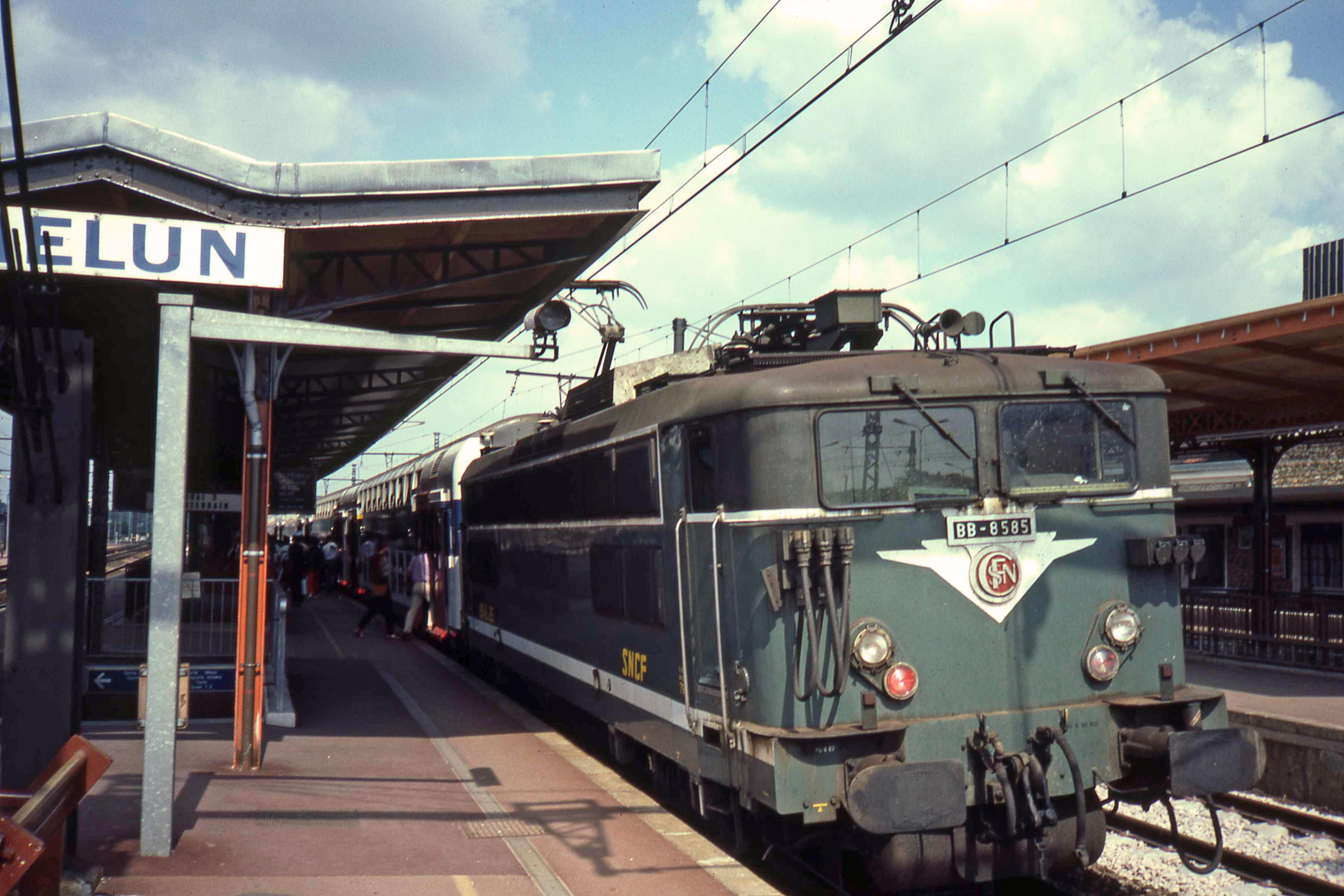
Une locomotive BB 8500 tractant un train de banlieue en 1984.
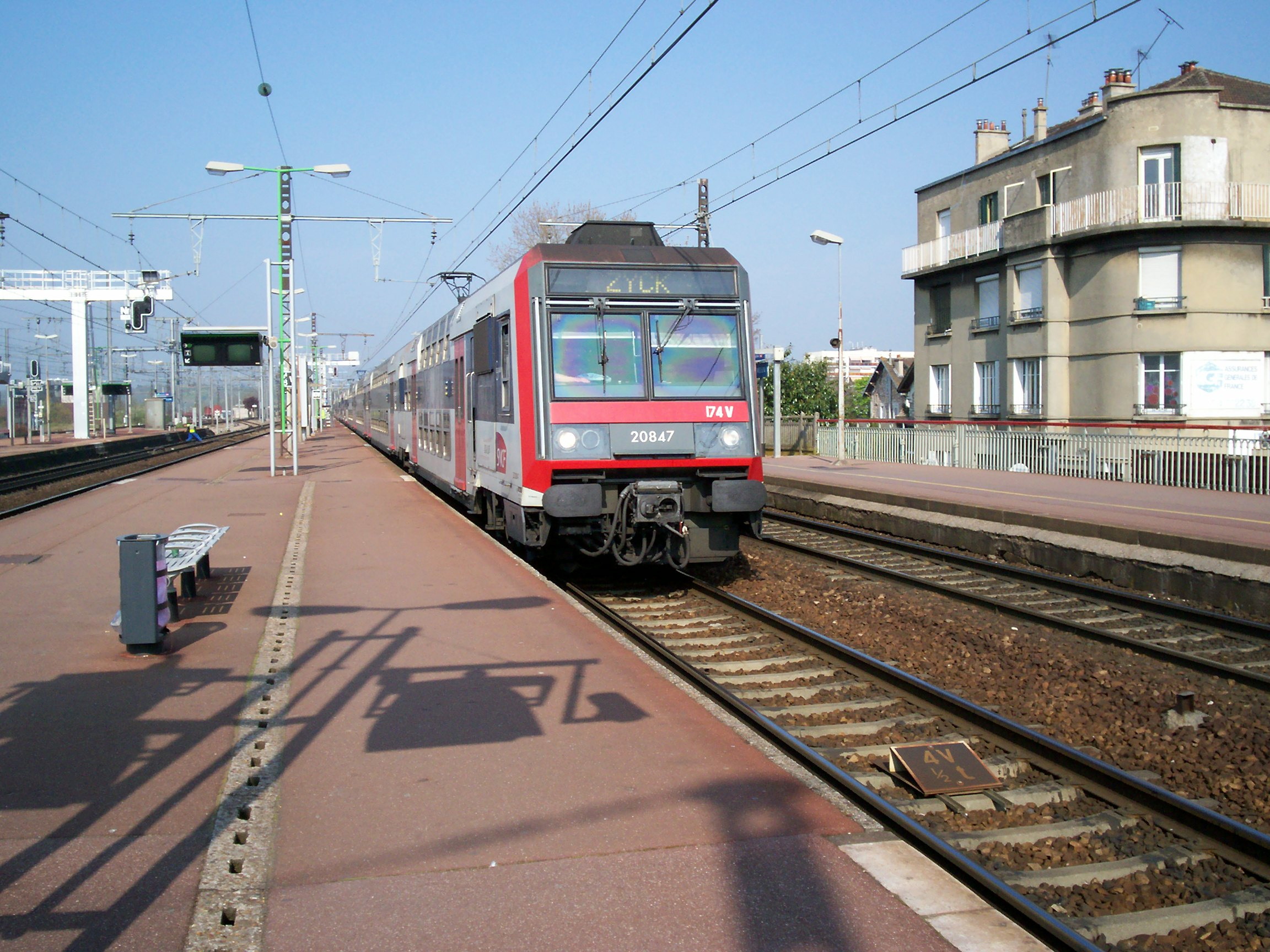
Une rame Z 20500 en provenance de Paris en 2007.
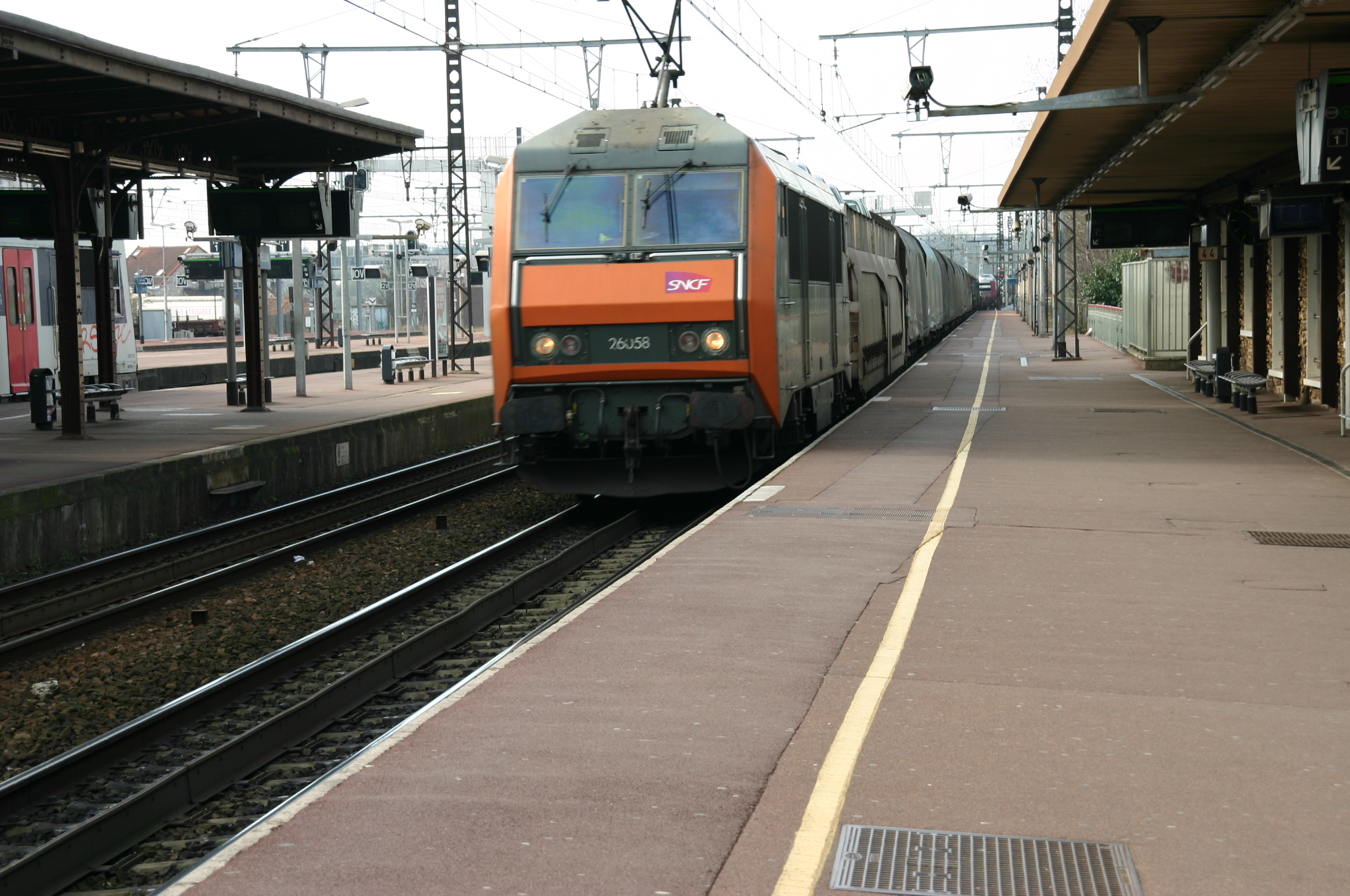
Une locomotive BB 26000 tractant un train de fret.
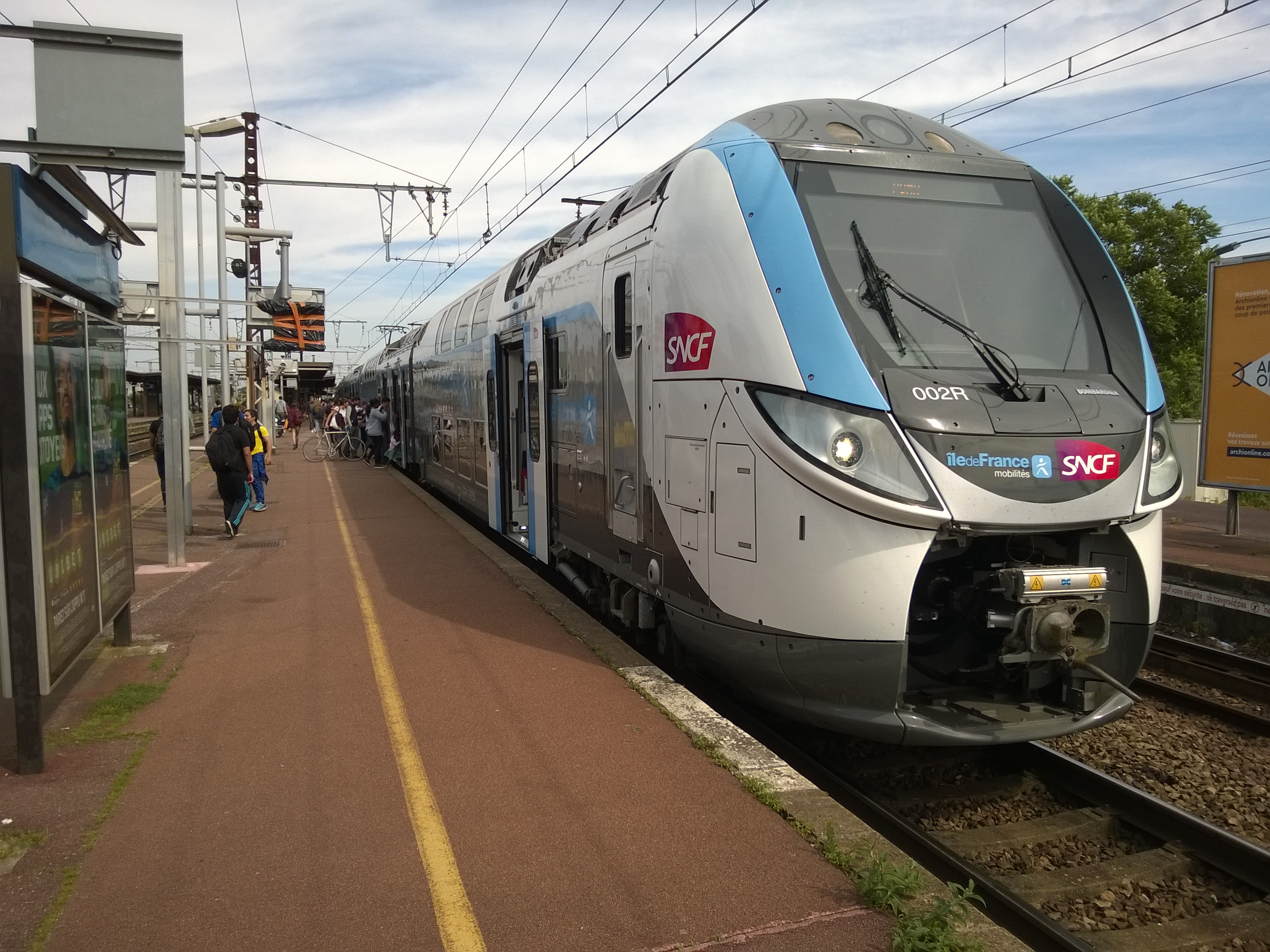
Une rame Regio 2N à quai en 2018.